# Celerina/Schlarigna
Celerina/Schlarigna (Celerina en italien et en allemand ;  en romanche) est une commune suisse de 1 534 habitants du canton des Grisons de la région de Maloja.

## Histoire
Une pointe de lance de l'âge du fer a été trouvée en 1895. Les vestiges d'un château de Chastlatsch ont été découverts un peu à l'est de Punt Muragl. Un premier document de 1320 traite de la crue du ruisseau de la Flaz. Le clocher roman de l'église S. Maria in Crasta a été construit au XIVe siècle. L'ancienne église Saint-Jean avec une seule nef, un plafond en bois peint et d'importantes fresques a été construite en 1478 sur une chapelle datant d'environ l'an 1000.
Celerina/Schlarigna est mentionnée pour la première fois en 1313 sous le nom de Schellarin. En 1320, elle est mentionnée comme Celarina.
En 1577, Celerina fut la dernière commune de Haute-Engadine à introduire la Réforme. 43 maisons ont été détruites dans un incendie de village en 1631. En 1669, le grand Bel Taimpel a été construit dans le style baroque. En 1682, le grand clocher de l'église Saint-Jean a été frappé par la foudre, le sommet pointu a brûlé et n'a jamais été reconstruit. Une église de la Trinité datant de l'an 1000 se tenait près du pont de l'Inn jusqu'en 1800 environ.
L'essor du tourisme débute en 1860 ; les premiers hôtels sont construits. En 1903, la gare desservant la piste de bobsleigh et de skeleton de Saint-Moritz est construite sur le terrain de Celerina, ouverte en janvier 1904.
De 1891 à 1968, la plus haute brasserie d'Europe se trouvait à Celerina. Au XXe siècle, les ruisseaux Flaz et Schlattain ont été endigués pour éviter des dommages récurrents. L'église catholique S. Antonius n'a été construite qu'en 1939. Depuis 1958, une télécabine — à l'origine un système basé sur le système Bell / Wallmannsberger — relie Celerina à l'Alp Marguns. De nombreuses résidences de vacances ont été construites. De ce fait, les immigrés italophones et germanophones ont augmenté et les natifs romanches ont diminué.

## Géographie

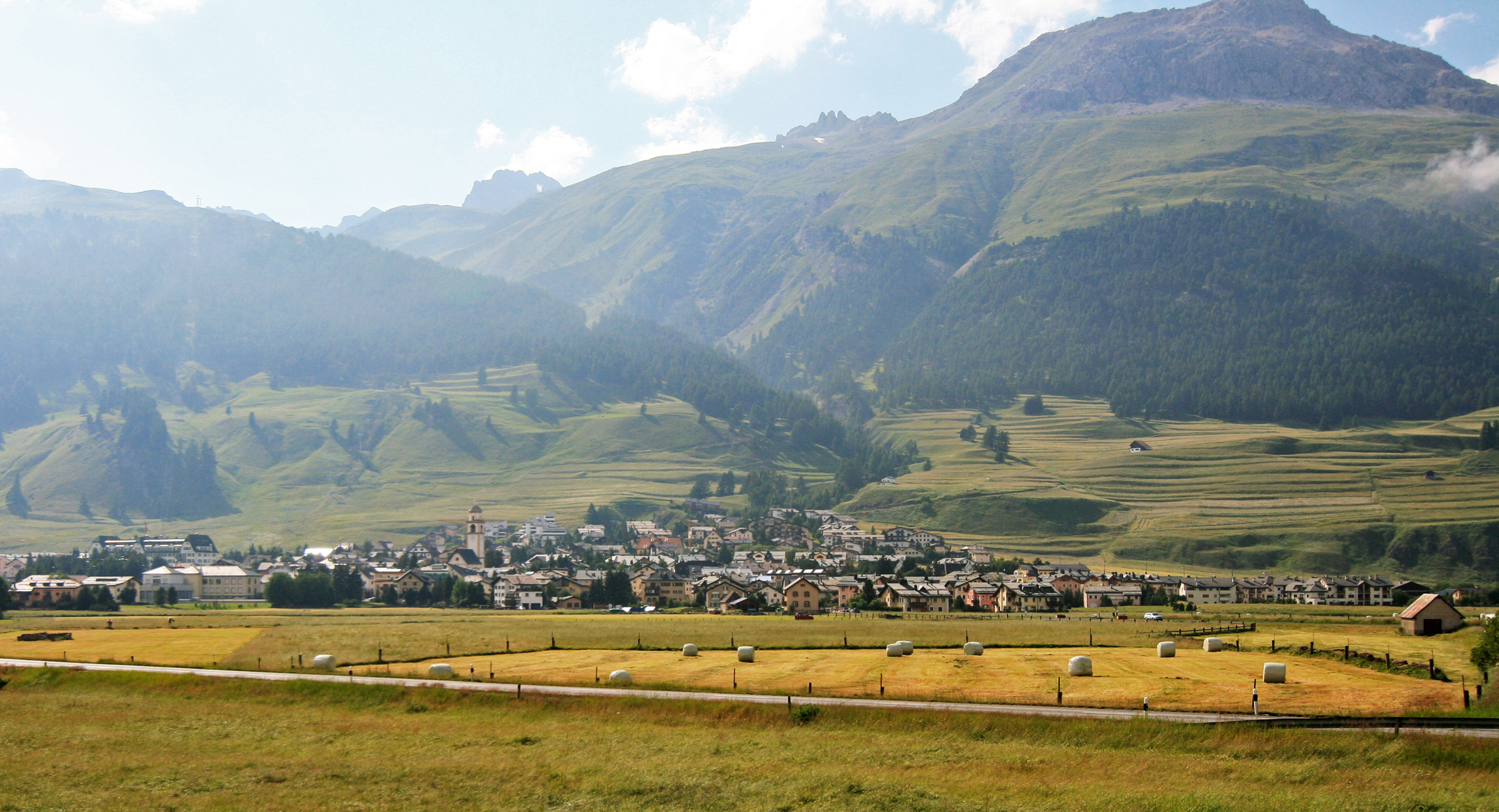
Vallée de l'Engadine avec Celerina/Schlarigna.

Celerina est située sur la rive gauche de l'Inn à 3,5 km de Saint-Moritz, 54 km de Tirano, 75 km de Coire et 127 km de Lugano. Le point culminant de la commune est le sommet du Piz Saluver (3 159 m asl), à la frontière avec Samedan.
Celerina/Schlarigna a une superficie de 24 km2. 34 % de cette superficie sont utilisés à des fins agricoles, tandis que 30,5 % sont boisés. Sur le reste du territoire, 4,1 % sont habités (bâtiments ou routes) et le reste (31,4 %) est naturel, dit "improductif" : rivières, glaciers ou montagnes (et rend des services écosystémiques).
La commune se compose du village de Celerina/Schlarigna, un village irrégulier, non planifié et assez serré, construit autour d'une place centrale, et du hameau de Crasta. Située dans le sous-district d'Oberengadin du district de Maloja, depuis 2017, elle fait partie de la région de Maloja.
Le nom officiel de la commune était Celerina jusqu'en 1943, date à laquelle elle adopta le nom de Schlarigna/Celerina. En 1950, elle est rebaptisée à nouveau Celerina/Schlarigna.
Située dans la haute vallée de l'Engadine, elle se trouve en face de l'entrée du col de la Bernina, entre Saint-Moritz au sud-ouest, Samedan au nord-est et Pontresina au sud-est.
Celerina/Schlarigna est située au bord de la plaine où la rivière Flaz (venant du col de la Bernina) rencontre l'Inn, constituant la partie la plus large de la vallée de l'Engadine. Comme la vallée près de Celerina est ouverte à trois points cardinaux, Celerina a plus d'heures d'ensoleillement que les villages environnants.

## Démographie
Au 31 décembre 2020, Celerina/Schlarigna avait une population de 1 484 habitants. En 2008, 31,8 % de la population était composée de ressortissants étrangers. Au cours de la décennie 2010-2020, la population a augmenté au taux de 13,7 %.
En 2000, la répartition par sexe de la population était de 48,4 % d'hommes et 51,6 % de femmes. La répartition par âge était la suivante : 152 enfants, soit 11,2 % de la population, entre 0 et 9 ans ; 78 adolescents, ou 5,8 % de la population, entre 10 et 14 ans et 68 adolescents, ou 5,0 % de la population, entre 15 et 19 ans ; dans la population adulte, 215 personnes ou 15,9 % de la population ont entre 20 et 29 ans, 279 personnes ou 20,6 % ont entre 30 et 39 ans, 222 personnes ou 16,4 % ont entre 40 et 49 ans et 169 personnes ou 12,5 % ont entre 50 et 59 ans ; dans la population âgée, 85 personnes, ou 6,3 % de la population, a entre 60 et 69 ans âgés, 56 personnes ou 4,1 % de la population ont 70 à 79 ans, 27 personnes ou 2,0 % de la population ont 80 à 89 ans, et 2 personnes ou 0,1 % de la population, ont 90 à 99 ans.
Fin 2005, la commune comptait 950 (71 %) citoyens suisses.
L'évolution démographique est la suivante, :
| année | population |
| ----- | ---------- |
| 1850  | 245        |
| 1900  | 341        |
| 1950  | 713        |
| 1960  | 868        |
| 1970  | 983        |
| 1980  | 890        |
| 1990  | 975        |
| 2000  | 1,353      |

## Politique
Aux élections fédérales suisses de 2007, le parti le plus populaire était l'Union démocratique du centre (UDC) qui a obtenu 30,3 % des voix. Les trois autres partis les plus populaires étaient le Parti socialiste suisse (SP) (29,3 %), le Parti radical-démocratique (FDP) (26,9 %) et le Parti démocrate-chrétien (Suisse) (CVP) (10,2 %).

## Éducation

Photo aérienne prise à 200 m par Walter Mittelholzer (1919).

À Celerina/Schlarigna, environ 69,9 % de la population (entre 25 et 64 ans) a terminé soit l'enseignement secondaire supérieur non obligatoire, soit l'enseignement supérieur complémentaire (une université ou bien une haute école spécialisée, Fachhochschule).

## Économie
Celerina/Schlarigna a un taux de chômage de 1,47 %. En 2005, 20 personnes étaient employées dans le secteur primaire et environ 5 entreprises travaillaient dans ce secteur ; 153 personnes employées dans le secteur secondaire et il existait 22 entreprises dans ce secteur ; 564 personnes étaient employées dans le secteur tertiaire avec 85 entreprises dans ce secteur.

## Religion

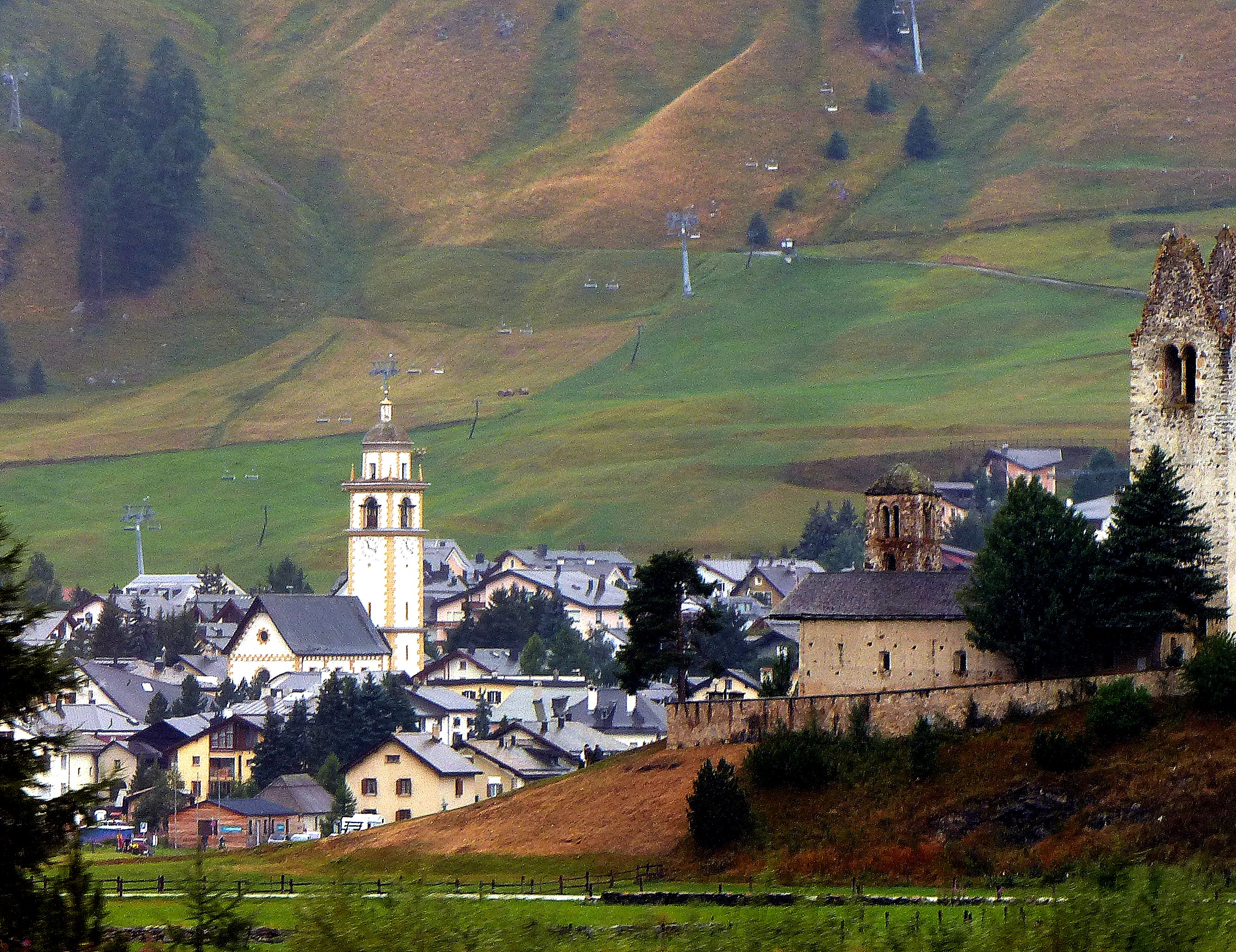
Vue de Celerina-Schlarigna vec l'église réformée Bel Taimpel.

En 2000, 641 personnes, soit 47,4 % de la population, étaient catholiques romains, tandis que 532, 39,3 % de la population, appartenaient à l'Église évangélique réformée de Suisse. Dans le reste de la population, 17 individus (ou environ 1,26 % de la population) appartenaient à l'Église orthodoxe, et 10 individus (ou environ 0,74 % de la population) à une autre église chrétienne. 11 individus (soit environ 0,81 % de la population) étaient juifs ; 5 individus (soit environ 0,37 % de la population) appartenaient à une autre église (non répertoriée lors du recensement), 84 (soit environ 6,21 % de la population) n'appartenaient à aucune église, agnostiques ou athées, et 53 individus ( ou environ 3,92 % de la population) n'ont pas répondu à la question.

## Langues
En 2000, la plupart de la population parle allemand (58,3 %), l'italien étant la deuxième langue la plus courante (19,3 %) et le romanche la troisième (12,8 %). Jusqu'au milieu du XIXe siècle, toute la population parlait le dialecte romanche de Haute-Engadine, le Haut-engadinois ou puter. En raison de l'augmentation du commerce avec le monde extérieur, l'usage du romanche a commencé à décliner. En 1860, environ 96 % de la population employait le romanche comme première langue, alors qu'en 1880, le taux était passé à 76,9 % et en 1900, à 68 %. En 1941, le romanche a été pour la dernière fois la langue majoritaire à Celerina/Schlarigna. Après la Seconde Guerre mondiale, l'allemand est devenu la langue majoritaire. Cependant, en 1990, 41 % de la population comprenait encore le romanche et en 2000, 35 %. La seule langue officielle est l'allemand. Aujourd'hui, il y a plus de locuteurs italiens que de locuteurs romanches du fait de l'immigration de riches Italiens.

## Sites patrimoniaux d'importance nationale

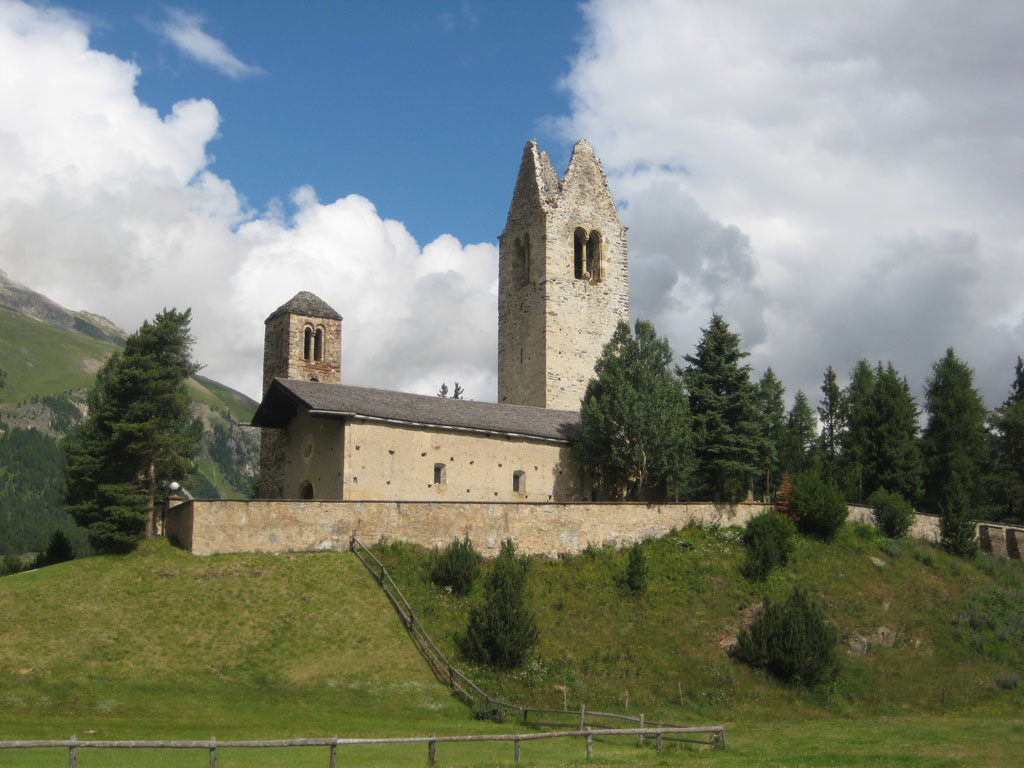
Église San Gian avec son clocher en ruine.

L'église Saint-Jean (San Gian) est répertoriée dans l'inventaire suisse des biens culturels d'importance nationale et régionale. L'église gothique est située sur une colline au-dessus de l'Inn. Elle a été construite en 1478 sur l'emplacement d'une chapelle qui avait environ 500 ans de plus. L'église a une seule abside avec un toit en bois peint et des fresques remarquables du XVe siècle. En 1682, le grand clocher fut frappé par la foudre et la toiture incendiée ne fut jamais remplacée.

## Patrimoine
Contrairement à sa ville voisine plus célèbre au sud Saint-Moritz, Celerina a conservé de nombreux bâtiments historiques dans son centre-ville, dont beaucoup remontent au XVIIe siècle. La commune possède trois églises historiques, la petite église romane de Cresta, l'église gothique Saint-Jean au milieu de la plaine, et celle de Bel Taimpel au cœur du village qui date de 1669.
Parmi les maisons remarquables :
- Chesa Frizzoni[10] ;
- Chesa Lorsa[11] ;
- Hôtel Cresta Palace[12] ;
- Maison Las Lavinatschas[13].

## Tourisme

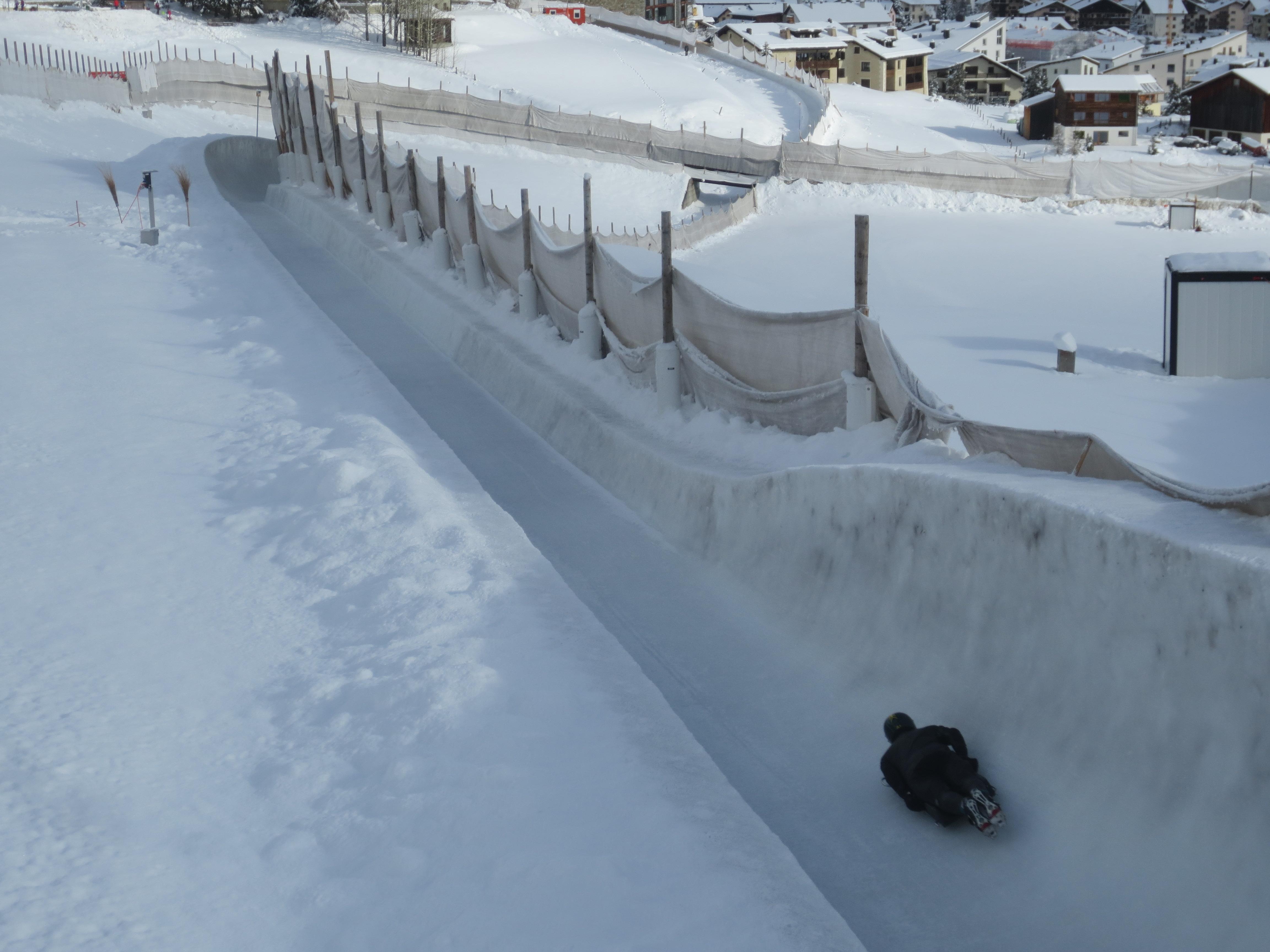
Cresta Run.

Ancien village agricole, au cours des dernières décennies, l'importance du tourisme a considérablement augmenté à Celerina/Schlarigna. Il n'y a pas vraiment de grands hôtels, mais une poignée d'hôtels et d'auberges de taille moyenne et petite. Le tourisme de base provient des appartements de vacances, à la fois des résidences secondaires occupées par leurs propriétaires et des locations temporaires. Il y a du tourisme d'été et d'hiver. La saison hivernale est plus importante. Les clients d'été pratiquent la randonnée pédestre, l'alpinisme et le vélo tout-terrain. À proximité il existe aussi des possibilités pour le golf, le vol en planeur, la natation et le deltaplane. Les sports d'hiver comprennent à la fois le ski nordique et le ski alpin, le bobsleigh et le skeleton. La célèbre Cresta Run pour la luge mène de Saint-Moritz au quartier Cresta de Celerina. Une télécabine directe mène les skieurs de Celerina au cœur du domaine skiable de Corviglia/Marguns dont une grande partie se trouve dans la commune.

## Transports
La commune compte trois gares : Celerina, Celerina Staz, Punt Muragl Staz. Toutes les trois sont sur les lignes des Chemins de fer rhétiques sur la ligne de l'Albula et la ligne de la Bernina, et ont un service régulier vers St. Moritz, Coire, Landquart (Grisons) et Tirano.

## Personnalités

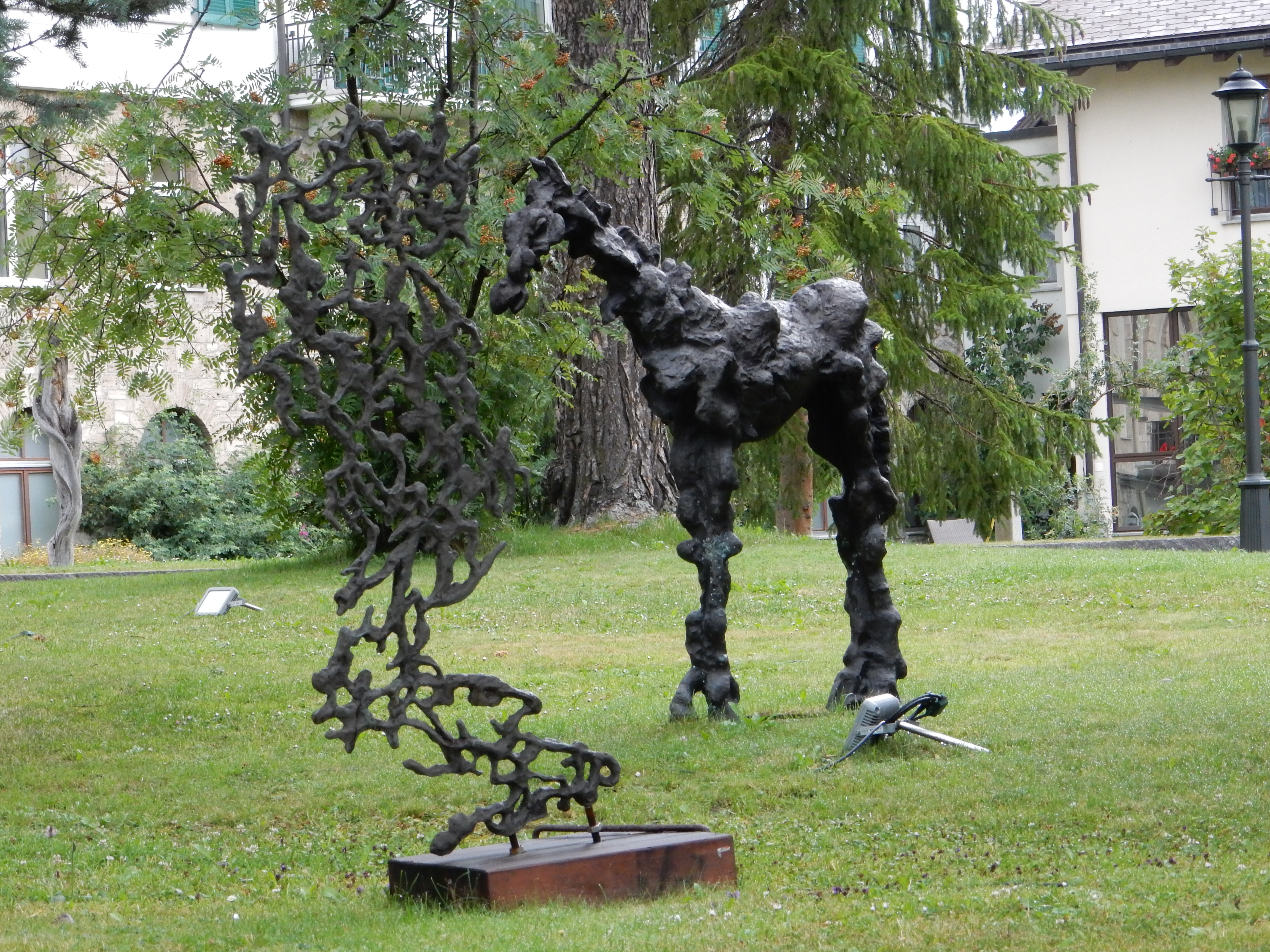
Giuliano Pedretti, Bronze devant l'Hôtel Cresta Palace.

- Jan Peider Danz (* vers 1575 - 1620), pasteur réformé à Celerina en 1600-1601
- Antonio Frizzoni (* 1754 à Celerina, † 1835 à Bergame), fils d'Antonio, marchand, bienfaiteur[14]
- Thomas Frizzoni (* 1760 à Celerina, † 1845 à Bergame), peintre et mécanicien[15]
- Zaccaria Pallioppi (1820-1873), avocat et linguiste, poète romanche
- Giovannes Mathis (1824-1912), écrivain romanche
- Paul Rée (1849-1901 à Celerina), philosophe empirique et médecin
- Reto R. Bezzola (1898-1983), spécialiste de la romance et éditeur d'un dictionnaire standard
- Vitale Ganzoni (* 1915 à Promontogno) (commune de Celerina / Schlarigna), peintre, sculpteur sur bois[16]
- Peter Isler (1922-2010), architecte
- Giuliano Pedretti (1924-2012), dessinateur, sgraffiteur et sculpteur
- Erica Pedretti (* 1930), écrivain, artiste et peintre
- Rem Koolhaas (* 1944), architecte, doit la découverte du pays et de ses mutations à ses séjours à Celerina[17]
- Nico Baracchi (1957-2015), pilote de bobsleigh et skeletoneur
- Barbara Hosch (* 1980), skeletoneuse

## Hommages
Le zoologue A. M. Clark a baptisé une étoile de mer en l'honneur de cette commune en 1967 : Fromia heffernani (Celerina heffernani).